# Empurra-Empurra
Empurra-Empurra é uma canção da cantora brasileira Ivete Sangalo, presente em seu segundo álbum de estúdio, Beat Beleza (2000). A canção de axé foi escrita por Alain Tavares e Gilson Babilônia, e sua letra fala sobre estar acontecendo uma muvuca num carnaval, mas que ela está feliz por estar curtindo no meio do povo. Foi lançar como último single do disco, se tornando um sucesso também nos carnavais de Salvador.

## Antecedentes
Em fevereiro de 1999, Ivete confirmou ao JC Online cinco músicas que iriam entrar no seu primeiro álbum de estúdio, entre elas "Oba", composição de Alain Tavares e Gilson Babilônia. Mesmo com a confirmação, a canção não entrou no álbum. Já em 2000, quando estava gravando o seu segundo álbum de estúdio, Beat Beleza (2000), Ivete recebeu duas composições de Alain e Gilson, intituladas "Rosa Roseira" e "Empurra-Empurra", que entraram no álbum.

## Composição e letra
"Empurra-Empurra" foi composta por Alain Tavares e Gilson Babilônia, e traz o som característico da cantora, o axé music. A canção fala possivelmente sobre um carnaval, onde Ivete canta, "Tá um empurra, empurra aqui, mas tá gostoso, Melhor ainda é pular no meio do povo." Numa parte da canção, Ivete fala sobre os vários estilos da festa, "Aqui se dança valsa, Aqui se dança twist, Cada um dança de um jeito, Só não vale ficar triste." Perto do fim, Ivete, que na canção está no meio do povo, grita, "Oi,oi,oi, deram um pisão no meu pé, não quero saber quem foi."

## Recepção e outras versões
A canção recebeu críticas favoráveis. O site Folha da Região disse que Ivete "não perder o suingue característico no futuro hit 'Empurra-Empurra'." Já Silvio Essinger do Cliquemusic disse que em momentos como Pererê, Rosa Roseira e Empurra-Empurra, "não tem jeito: a folia explode."
Ivete fez uma versão ao vivo para a canção, que foi incluída no seu primeiro álbum ao vivo, o "MTV ao Vivo (Ivete Sangalo)" de 2004.